# رينيه ديرودر
رينيه ديرودر (بالفرنسية: René Dereuddre)‏ (مواليد 22 يونيو 1930) هو لاعب كرة قدم. يلعب مع منتخب فرنسا لكرة القدم. سبق له أن لعب في كأس العالم لكرة القدم مع منتخب بلاده.

## روابط خارجية
- رينيه ديرودر على موقع الاتحاد الدولي (مؤرشف)  (الإنجليزية)
- رينيه ديرودر على موقع قاعدة بيانات كرة القدم.إي يو (الإنجليزية)
- رينيه ديرودر على موقع ناشيونال فوتبول تيمز (الإنجليزية)
- رينيه ديرودر على موقع Soccerway.com (الإنجليزية)
- رينيه ديرودر على موقع عالم كرة القدم.نت (الإنجليزية)